# (36369) 2000 OD13
2000 OD13 (asteroide 36369) é um asteroide da cintura principal. Possui uma excentricidade de 0.14802650 e uma inclinação de 2.29601º.
Este asteroide foi descoberto no dia 23 de julho de 2000 por LINEAR em Socorro.